# Paul Christian Lauterbur

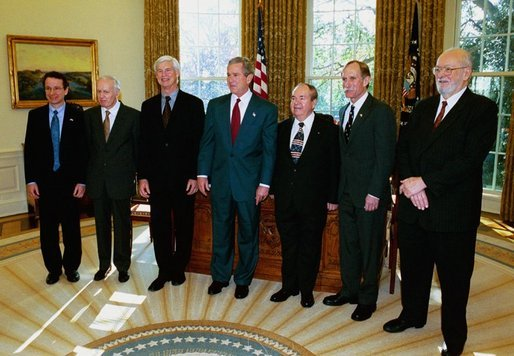
George W. Bush trifft sechs Nobelpreisträger von 2003. Paul Christian Lauterbur steht ganz rechts.

Paul Christian Lauterbur (* 6. Mai 1929 in Sidney, Ohio; † 27. März 2007 in Urbana, Illinois) war ein US-amerikanischer Chemiker und Erfinder luxemburgischer Abstammung. 2003 wurde er mit Peter Mansfield mit dem Nobelpreis für Physiologie oder Medizin ausgezeichnet für die Entwicklung der Magnetresonanztomographie (Kernspintomographie).

## Leben
Er studierte Chemie in Cleveland und promovierte 1962 bei Christopher Dean an der University of Pittsburgh in Pennsylvania. 1965 erhielt er von der Alfred P. Sloan Foundation ein Forschungsstipendium (Sloan Research Fellowship). 1969 bis 1985 war er Professor für Chemie an der State University of New York University at Stony Brook. Von 1985 bis 1990 war er als Professor am College of Medicine der University of Illinois at Urbana-Champaign tätig. Seit 1985 leitete er außerdem als Direktor das Biomedical Magnetic Resonance Laboratory.
Lauterbur wurde unter anderem mit dem Albert Lasker Award for Clinical Medical Research (1984), dem Charles F. Kettering Prize der General Motors Cancer Research Foundation (1985), einem Gairdner Foundation International Award (1985), dem European Magnetic Resonance Award (1986), der Röntgen-Plakette (1987), der IEEE Medal of Honor (1987), dem Bower Award and Prize for Achievement in Science (1991), dem Dickson Prize in Science (1992), dem Kyoto-Preis (1994), dem NAS Award for Chemistry in Service to Society (2001) und dem Technologiepreis der Eduard-Rhein-Stiftung (2003) ausgezeichnet und gehörte seit 1985 der National Academy of Sciences sowie seit 1992 der Deutschen Akademie der Naturforscher Leopoldina an.